# Liste der Fernstraßen in Jamaika
Diese Liste zeigt die Fernstraßen in Jamaika auf. Es gibt drei Typen von Straßen: die Autobahnen mit der Bezeichnung T (für Toll Road), die Primärstraßen mit der Bezeichnung A und die Sekundärstraßen mit der Bezeichnung B.

## Autobahnen
| Kurz | Name | Verlauf              | Länge |
| ---- | ---- | -------------------- | ----- |
|      | T1   | Kingston – May Pen   | 60 km |
|      | T2   | Kingston – Portmore  | 14 km |
|      | T3   | Portmore – Drax Hall | 81 km |

## Primärstraßen
| Kurz | Name | Verlauf                    | Länge  |
| ---- | ---- | -------------------------- | ------ |
|      | A1   | Kingston – Negril          | 235 km |
|      | A2   | Spanish Town – Negril      | 201 km |
|      | A3   | Kingston – Saint Ann’s Bay | 110 km |
|      | A4   | Kingston – Annotto Bay     | 174 km |

## Sekundärstraßen
| Kurz | Name | Verlauf                     | Länge |
| ---- | ---- | --------------------------- | ----- |
|      | B1   | Kingston – Buff Bay         | 47 km |
|      | B2   | Bog Walk – Whitehal         | 37 km |
|      | B3   | May Pen – Runaway Bay       | 93 km |
|      | B4   | Trout Hall – Walderston     | 27 km |
|      | B5   | Melrose Hill – Jackson Town | 67 km |
|      | B6   | Montpelier – Melrose Hill   | 88 km |
|      | B7   | Shettle Wood – Baptist      | 39 km |
|      | B8   | Ferris Cross – Reading      | 36 km |
|      | B9   | Lucea – Savanna-la-Mar      | 36 km |
|      | B10  | Oxford – Duncans            | 60 km |
| '    | B11  | Falmouth – Golden Grove     | 75 km |
|      | B12  | Free Town – Toll Gate       | 60 km |
|      | B13  | Linstead – Oracabessa       | 52 km |

## Nachweise
1. ↑  www.distancecalculator.net